# Treze Colônias
```
   |-
       |
Erro:
:  
valor não especificado para "
nome_comum
"
```

As Treze Colônias(pt-BR) ou Treze Colónias(pt-PT?), também conhecidas como Treze Colônias Britânicas ou Treze Colônias Americanas, eram um grupo de colônias britânicas na costa atlântica da América do Norte, fundadas nos séculos XVII e XVIII, que declararam sua independência em 1776 formando os Estados Unidos da América. As Treze Colônias tinham sistemas políticos, constitucionais e legais muito semelhantes e a maior parte de população falava a língua inglesa e faziam parte da igreja protestante. Elas faziam parte das América Britânica possessões britânicas "Novo Mundo", que também incluía colônias no Canadá, Flórida e Caribe.
A população colonial de origem europeia cresceu de cerca de 2000 para 2,4 milhões entre 1625 e 1775, deslocando os índios americanos para o interior. Essa população incluía pessoas sujeitas a um sistema de escravidão que era legal em todas as colônias antes da Guerra Revolucionária Americana. No século XVIII, o governo britânico operou suas colônias sob uma política de mercantilismo, na qual o governo central administrava seus bens para benefício próprio.
As Treze Colônias tinham um alto grau de autogoverno e eleições locais ativas, e resistiram às demandas de Londres por mais controle. A guerra Guerra Franco-Indígena (1754-1763), levou a crescentes tensões entre a Grã-Bretanha e as Treze Colônias. Durante a década de 1750, as colônias começaram a colaborar entre si em vez de lidar diretamente com a Grã-Bretanha. Essas atividades intercoloniais cultivaram um senso de identidade americana compartilhada e levaram a pedidos de proteção dos "Direitos como ingleses" dos colonos, especialmente o princípio de "não tributação sem representação". As rixas com o governo britânico levaram à Revolução Americana, na qual as colônias colaboraram na formação do Congresso Continental. Os colonos travaram a Guerra Revolucionária Americana (1775-1783) com a ajuda do Reino da França e, em um grau muito menor, da República Holandesa e do Império Espanhol.

## Formação
Em 1606, o rei James I da Inglaterra concedeu fretamentos à Plymouth Company e à London Company com o objetivo de estabelecer assentamentos permanentes na América. Para atrair pessoas, essas companhias lançaram uma propaganda prometendo terras férteis àqueles que embarcassem para a América. Na Inglaterra, essa propaganda atraiu degredados, aventureiros, mulheres pobres (vendidas aos colonos como esposas) e camponeses sem terra que vinham trabalhar como servos temporários (camponeses que se comprometiam a trabalhar gratuitamente por 4 ou 5 anos na propriedade americana da pessoa que havia pago sua passagem para a América. Durante todo o século XVII, os servos temporários constituíam a maioria dos trabalhadores das colônias inglesas, mas havia também grupos protestantes (puritanos, batistas, presbiteriano, anglicanos e outros) que fugiam da Europa devido à perseguição política e religiosa movida pelos diferentes governos dos seus países. A London Company estabeleceu a Colônia e Domínio da Virgínia em 1607, a primeira colônia inglesa permanentemente estabelecida no continente. A Plymouth Company fundou a Colônia Popham no rio Kennebec, mas teve vida curta. Essa época foi marcada por intensos conflitos entre os ingleses e os povos indígenas da região. O povoado de Jamestown, na Virgínia (1608), primeiro povoado inglês bem-sucedido na América do Norte, foi erguido nas terras tomadas dos índios Powhatans, que acabaram sendo dizimados. O Conselho da Plymouth para a Nova Inglaterra patrocinou vários projetos de colonização, culminando com a Colônia Plymouth em 1620, que foi estabelecida por separatistas puritanos ingleses, hoje conhecidos como "Pilgrims".
Os holandeses, suecos e franceses também estabeleceram colônias americanas bem-sucedidas aproximadamente ao mesmo tempo que os ingleses, mas acabaram por ficar sob domínio da coroa inglesa. As Treze Colônias foram concluídas com o estabelecimento da Província da Geórgia em 1732, embora o termo "Treze Colônias" só tenha se tornado popular apenas no contexto da Revolução Americana.
Em Londres, a partir de 1660, todas as colônias eram governadas por um departamento estatal conhecido como "Southern Department", e um comitê do Conselho Privado chamado "Commissioners for Trade and Plantations". Em 1768, um departamento estatal específico foi criado para a América, mas foi dissolvido em 1782, quando o "Home Office" assumiu a responsabilidade.

## As Treze Colônias Britânicas
As Treze Colônias foram fundadas entre 1607 (Virgínia) e 1733 (Georgia). Documentos contemporâneos geralmente listam as 13 Colônias Norte-Americanas do Reino da Grã-Bretanha em ordem geográfica, do Norte para o Sul:

Mapa das Treze Colônias em 1775

- Mapa das Treze Colônias em 1775Província de New Hampshire, mais tarde o estado de New Hampshire
- Província da Baía de Massachusetts, mais tarde os estados de Massachusetts e Maine
- Colônia de Rhode Island e Plantações de Providence, mais tarde o estado de Rhode Island
- Colônia de Connecticut, mais tarde o estado de Connecticut

- Província de Nova Iorque, mais tarde os estados de Nova Iorque e Vermont
- Província de Nova Jérsei, mais tarde o estado de Nova Jérsei
- Província da Pensilvânia, mais tarde o estado de Pensilvânia
- Colônia de Delaware, mais tarde o estado de Delaware

- Província de Maryland, mais tarde o estado de Maryland
- Colônia e Domínio da Virgínia, mais tarde os estados de Virgínia, Kentucky e Virgínia do Oeste
- Província da Carolina, uma colônia proprietária criada em 1663 e dividida em Norte e Sul em 1712, cada uma tornou-se Colônia Real em 1729:
  - Província da Carolina do Norte, mais tarde os estados da Carolina do Norte e Tennessee
  - Província da Carolina do Sul, mais tarde o estado da Carolina do Sul
- Província da Geórgia, mais tarde o estado da Geórgia

## Cronologia
| #  | Criação | Colônia ou Província           | Região          | Governo em 1775           | Religião                                     | Comércio e atividade econômica           | Pessoas famosas                |
| -- | ------- | ------------------------------ | --------------- | ------------------------- | -------------------------------------------- | ---------------------------------------- | ------------------------------ |
| 1  | 1607    | Colônia da Virgínia            | Sul             | Real                      | Anglicana e Batista                          | Agricultura, Plantações, tabaco e açúcar | John Smith John Rolfe          |
| 2  | 1626    | Província de Nova Iorque       | Central         | Real                      | Quaker, Católica, Luterana, Judaica e outras | Agricultura, mineração de ferro          | Peter Minuit Peter Stuyvesant  |
| 3  | 1630    | Província de Massachusetts     | Nova Inglaterra | Província Real por Alvará | Puritana                                     | Construção naval Exportação de rum       | John Winthrop                  |
| 4  | 1633    | Província de Maryland          | Sul             | Proprietária              | Católica, Anglicana e Batista                | Agricultura, Plantações, tabaco e açúcar | George Calvert                 |
| 5  | 1636    | Colônia de Rhode Island        | Nova Inglaterra | Por Carta                 | Puritana                                     | Construção naval Exportação de rum       | Roger Williams Anne Hutchinson |
| 6  | 1636    | Colônia de Connecticut         | Nova Inglaterra | Por Carta                 | Puritana                                     | Construção naval Exportação de rum       | Thomas Hooker                  |
| 7  | 1638    | Província de New Hampshire     | Nova Inglaterra | Por Carta                 | Puritana                                     | Construção naval Exportação de rum       | John Mason                     |
| 8  | 1638    | Colônia de Delaware            | Central         | Proprietário              | Quaker, Católica, Luterana, Judaica e outras | Agricultura, mineração de ferro          | Peter Minuit                   |
| 9  | 1653    | Província da Carolina do Norte | Sul             | Real                      | Anglicana e Batista                          | Agricultura, Plantações, tabaco e açúcar | George Calvert                 |
| 10 | 1663    | Província da Carolina do Sul   | Sul             | Real                      | Anglicana e Batista                          | Agricultura, Plantações, tabaco e açúcar | Carta da Carolina              |
| 11 | 1664    | Província de Nova Jérsei       | Central         | Real                      | Quaker, Católica, Luterana, Judaica e outras | Agricultura, mineração de ferro          | Lord Berkeley George Carteret  |
| 12 | 1682    | Província da Pensilvânia       | Central         | Propritária               | Quaker, Católica, Luterana, Judaica e outras | Agricultura, mineração de ferro          | William Penn                   |
| 13 | 1732    | Província da Geórgia           | Sul             | Real                      | Anglicana e Batista                          | Agricultura, Plantações, tabaco e açúcar | James Oglethorpe               |

## Século XVII

### Colônias do Sul

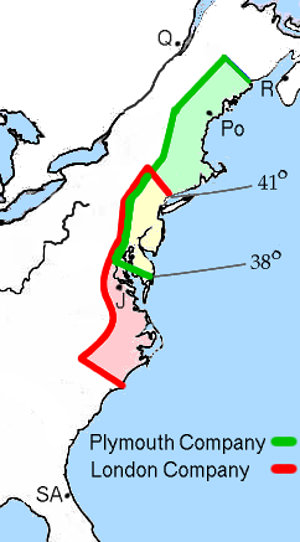
As concessões de James I em 1606 às empresas de Londres e Plymouth. A área sobreposta (amarela) foi concedida às duas empresas sob a condição de que nenhuma delas criasse um assentamento a menos de 160 km uma da outra. A localização de Jamestown está indicada pelo "J"

A primeira colônia inglesa bem-sucedida foi Jamestown, fundada em 14 de maio de 1607 perto da Baía de Chesapeake, financiada pela London Virginia Company em busca de ouro. Os primeiros anos foram extremamente difíceis, com taxas de mortalidade muito altas por doenças e fome, guerras com índios locais e pouco ouro. A colônia sobreviveu e floresceu recorrendo ao tabaco como uma cultura comercial.
Em 1632, o rei Charles I concedeu a Carta da Província de Maryland a Cecil Calvert, 2º Barão de Baltimore; seu pai, um importante funcionário católico, incentivou a imigração católica para as colônias inglesas. A Carta não ofereceu diretrizes sobre religião.
A Província da Carolina foi a segunda tentativa de colonização inglesa ao sul da Virgínia; foi a primeira tentativa fracassada em Roanoke; era um empreendimento privado, financiado por um grupo de "lordes proprietários" ingleses que obtiveram uma Carta Régia das Carolinas em 1663, esperando que uma nova colônia no sul se tornasse lucrativa como Jamestown; a Carolina não se estabeleceu até 1670, e mesmo assim a primeira tentativa falhou porque não havia incentivo à emigração para essa área; eventualmente, os Lordes combinaram seu capital restante e financiaram uma missão de assentamento na área liderada por Sir John Colleton; que localizou terreno fértil e defensável que se tornou Charleston, originalmente "Charles Town", homenageando Charles II da Inglaterra.

### Nova Inglaterra
Os "Peregrinos" eram um grupo de separatistas puritanos que achavam que deviam se distanciar fisicamente da Igreja da Inglaterra, que consideravam corrompida; inicialmente se mudaram para a Holanda, mas finalmente navegaram para a América em 1620 no Mayflower. Ao chegarem, criaram o Pacto do Mayflower, pelo qual se uniram como uma comunidade, a pequena Colônia de Plymouth, tendo William Bradford como seu principal líder; outros colonos chegaram da Inglaterra em seguida. para se juntar à colônia.
Mais puritanos imigraram em 1629 e estabeleceram a Colônia da Baía de Massachusetts com 400 colonos; eles tentaram reformar a Igreja Anglicana criando uma nova igreja ideologicamente pura no Novo Mundo. Em 1640, 20 mil haviam chegado; muitos morreram logo após a chegada, mas outros encontraram um clima saudável e um amplo suprimento de alimentos; as colônias de Plymouth e da Baía de Massachusetts incentivaram a criação de outras colônias puritanas na Nova Inglaterra, incluindo as colônias de New Haven, Saybrook e Connecticut. Durante o século XVII, as colônias de New Haven e Saybrook foram absorvidas ela de Connecticut.
Roger Williams criou o assentamento chamado plantações de Providence em 1636 em terras fornecidas pelo chefe Canonicus da tribo Narragansett. Williams era um puritano que pregava tolerância religiosa, separação entre Igreja e Estado e uma ruptura completa com a Igreja Anglicana. Ele foi banido da Colônia da Baía de Massachusetts por divergências teológicas; ele fundou o assentamento com base em uma constituição igualitária, prevendo o domínio da maioria "em assuntos civis" e "liberdade de consciência" em assuntos religiosos. Em 1637, um segundo grupo, incluindo Anne Hutchinson, estabeleceu um segundo assentamento em Aquidneck Island, também conhecida como Rhode Island.
Outros colonos se estabeleceram ao Norte, misturando-se com aventureiros e colonos com fins lucrativos para estabelecer colônias mais diversas religiosamente em New Hampshire e Maine. Massachusetts absorveu esses pequenos assentamentos quando fez reivindicações de terras significativas nas décadas de 1640 e 1650, mas New Hampshire acabou recebendo uma carta separada em 1679. Maine permaneceu uma parte de Massachusetts até virar um Estado em 1820. Em 1685, o Rei James II da Inglaterra fechou as legislaturas e consolidou as Colônias da Nova Inglaterra no Domínio da Nova Inglaterra, colocando a região sob controle do governador Edmund Andros. Em 1688, as colônias de Nova York, West Jersey e East Jersey foram adicionadas ao domínio. Andros foi derrubado e o domínio foi fechado em 1689, após a Revolução Gloriosa depôs o rei James II; as antigas colônias foram restabelecidas. Segundo Guy Miller, a Rebelião de 1689 foi o "clímax da luta de 60 anos entre o governo da Inglaterra e os puritanos de Massachusetts sobre a questão de quem governaria a Colônia da Baía".

### Colônias Centrais

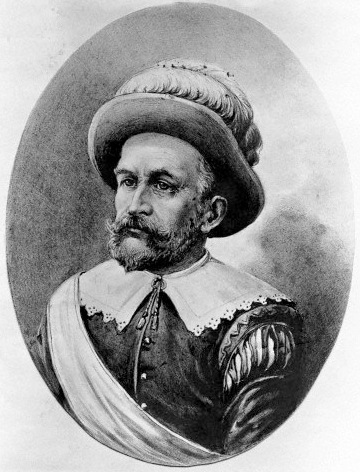
Peter Minuit serviu como governador da Nova Holanda e ajudou a estabelecer a Nova Suécia.

A partir de 1609, comerciantes holandeses estabeleceram postos de comércio de peles nos rios Hudson, Delaware e Connecticut. A Companhia Holandesa das Índias Ocidentais estabeleceu assentamentos permanentes no rio Hudson, criando a colônia holandesa da Nova Holanda. Em 1626, Peter Minuit comprou a ilha de Manhattan dos índios Lenape e estabeleceu o posto avançado de Nova Amsterdã. Poucos holandeses se estabeleceram na Nova Holanda, mas ela dominou o comércio regional de peles. Também serviu de base para o comércio extensivo com as colônias inglesas, e muitos produtos da Nova Inglaterra e Virgínia foram transportados para a Europa em navios holandeses. Os holandeses também se envolveram no crescente comércio de escravos no Atlântico, fornecendo africanos escravizados para as colônias inglesas na América do Norte e Barbados. A Companhia das Índias Ocidentais queria desenvolver a Nova Holanda quando se tornou comercialmente bem-sucedida, mas a colônia não conseguiu atrair o mesmo nível de assentamento que as colônias inglesas. Muitos dos que emigraram para a colônia eram ingleses, alemães, valões ou sefarditas.
Em 1638, a Suécia estabeleceu a colônia da Nova Suécia no vale do Delaware. A operação foi liderada por ex-membros da Companhia Holandesa das Índias Ocidentais, incluindo Peter Minuit. A Nova Suécia estabeleceu muitos contatos comerciais com colônias inglesas ao Sul e embarcou grande parte do tabaco produzido na Virgínia. A colônia foi conquistada pelos holandeses em 1655, enquanto a Suécia estava envolvida na Segunda Guerra do Norte.
A partir da década de 1650, ingleses e holandeses se engajaram em uma série de guerras, e os ingleses tentaram conquistar a Nova Holanda. Richard Nicolls capturou a desprotegida Nova Amsterdã em 1664, e seus subordinados rapidamente capturaram o restante da Nova Holanda. O Tratado de Breda de 1667 encerrou a Segunda Guerra Anglo-Holandesa e confirmou o controle inglês da região. Os holandeses recuperaram brevemente o controle de partes da Nova Holanda na Terceira Guerra Anglo-Holandesa, mas devolveram o território no Tratado de Westminster de 1674, encerrando a presença colonial holandesa na América do Norte.
Após a Segunda Guerra Anglo-Holandesa, os britânicos renomearam a colônia "York City" para "New York City". Um grande número de holandeses permaneceu na colônia, nas áreas rurais entre "New York City" e "Albany", enquanto as pessoas da Nova Inglaterra começaram a se mudar, assim como os imigrantes da Alemanha. A cidade de Nova York atraiu uma grande população poliglota, incluindo uma grande população de escravos negros. Em 1674, as províncias de "East Jersey" e "West Jersey" foram criadas a partir de terras anteriormente parte de Nova York.
A Pensilvânia foi fundada em 1681 como uma colônia proprietária do Quaker William Penn. Os principais elementos populacionais incluíam: a população Quaker sediada em Filadélfia, uma população escocesa-irlandesa na fronteira ocidental e numerosas colônias alemãs no meio. Filadélfia se tornou a maior cidade das colônias com sua localização central, excelente porto e uma população de cerca de 30 mil habitantes.

## Século XVIII

### Consolidação
Em 1702, East e West Jersey foram combinadas para formar a Província de Nova Jersey. As regiões Norte e Sul da colônia da Carolina operaram de maneira mais ou menos independente até 1691, quando Philip Ludwell foi nomeado governador de toda a província. Desde então, até 1708, os assentamentos do Norte e do Sul permaneceram sob um mesmo governo. Entretanto, durante esse período, as duas partes da província começaram a ser cada vez mais conhecidas como "Carolina do Norte" e "Carolina do Sul", pois os descendentes dos proprietários da colônia lutavam pela direção da colônia. Os colonos de Charles Town finalmente depuseram seu governador e elegeram um novo governo. Isso marcou o início de governos separados nas Províncias da Carolina do Norte e do Sul. Em 1729, o rei revogou formalmente a carta colonial da Carolina e estabeleceu a Carolina do Norte e a Carolina do Sul como colônias da coroa.
Na década de 1730, o parlamentar James Oglethorpe propôs que a área ao sul das Carolinas fosse colonizada pelos "pobres dignos" da Inglaterra, para fornecer uma alternativa às prisões superlotadas pelos devedores. Oglethorpe e outros filantropos ingleses conseguiram uma carta real como curadores da colônia da Geórgia em 9 de junho de 1732. Oglethorpe e seus compatriotas esperavam estabelecer uma colônia utópica que proibisse a escravidão e recrutasse apenas os colonos mais dignos, mas em 1750 a colônia permaneceu escassamente povoada. Os proprietários desistiram de sua carta em 1752, quando a Geórgia se tornou uma colônia da coroa.
A quantidade de colonos nas Treze Colônias cresceu imensamente no século XVIII. Segundo o historiador Alan Taylor, a população das Treze Colônias era de 1,5 milhões em 1750, o que representava quatro quintos da população da América do Norte Britânica. Mais de 90% dos colonos viviam como agricultores, apesar de alguns portos marítimos também florescerem. Em 1760, as cidades da Filadélfia, Nova York e Boston tinham uma população superior a 16 mil habitantes, o que era pequeno para os padrões europeus. Em 1770, a produção econômica das Treze Colônias representava quarenta por cento do produto interno bruto do Império Britânico.
À medida que o século XVIII avançava, os colonos começaram a se estabelecer longe da costa atlântica. Pensilvânia, Virgínia, Connecticut e Maryland, reivindicaram a terra no vale do rio Ohio. As colônias se envolveram em uma corrida para comprar terras de tribos indígenas, como os britânicos insistiram que as reivindicações de terras deveriam repousar em compras legítimas. A Virgínia estava particularmente preocupada com a expansão ocidental, e a maioria das famílias de elite da Virgínia investiu na "Ohio Company" para promover assentamentos no Território de Ohio.

### Comércio global e imigração
As Colônias britânicas na América do Norte tornaram-se parte da rede global de comércio britânico, pois o valor triplicou para as exportações da América do Norte britânica para a Grã-Bretanha entre 1700 e 1754. Os colonos estavam restritos ao comércio com outras potências europeias, mas encontraram parceiros comerciais lucrativos, as outras colônias britânicas, particularmente no Caribe. Os colonos trocavam alimentos, madeira, tabaco e vários outros recursos com: chá asiático, café das Índias Ocidentais e açúcar das Índias Ocidentais, entre outros itens. Índios americanos distantes da costa, supriam o mercado atlântico com pele de castor e camurça. A América do Norte britânica tinha uma vantagem em recursos naturais e estabeleceu sua própria e próspera indústria de construção naval, e muitos comerciantes Norte-americanos se envolveram no comércio transatlântico.
As melhores condições econômicas e a facilitação da perseguição religiosa na Europa tornaram mais difícil o recrutamento de mão-de-obra para as colônias, e muitas colônias tornaram-se cada vez mais dependentes do trabalho escravo, principalmente no sul. A população de escravos na América do Norte britânica cresceu dramaticamente entre 1680 e 1750, e o crescimento foi impulsionado por uma mistura de imigração forçada e reprodução de escravos. Os escravos apoiavam vastas economias de plantação no Sul, enquanto os escravos no Norte trabalhavam em uma variedade de ocupações. Houve algumas revoltas de escravos, como a Rebelião de Stono e a Conspiração de Nova York de 1741, mas esses levantes foram reprimidos.
Uma pequena proporção da população inglesa migrou para a América do Norte britânica após 1700, mas as colônias atraíram novos imigrantes de outros países europeus. Esses imigrantes viajaram para todas as colônias, mas as colônias médias atraíram mais e continuaram a ser mais diversificadas etnicamente do que as outras colônias. Numerosos colonos imigraram da Irlanda, católicos e protestantes - particularmente os presbiterianos "New Light" de Ulster. Os alemães protestantes também migraram em grande número, principalmente para a Pensilvânia. Na década de 1740, as Treze Colônias foram submetidas ao "Primeiro Grande Despertar".

### Guerra Franco-Indígena

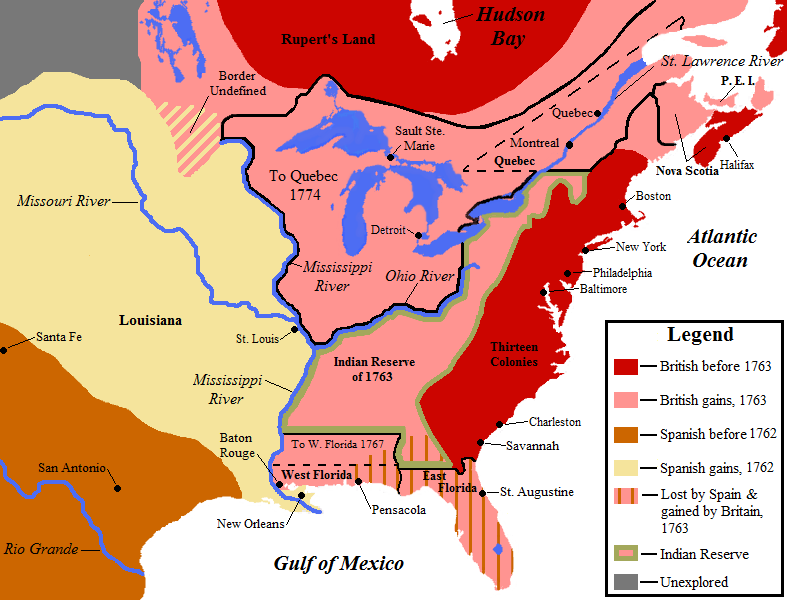
Mapa dos ganhos territoriais da Grã-Bretanha e da Espanha após a Guerra Franco-Indígena, e as mudanças de limites no território que os britânicos adquiriram entre 1763 e 1783. As terras britânicas antes de 1763 em vermelho; terras conquistadas pela Grã-Bretanha em 1763 em rosa; terras cedidas ao Reino da Espanha em segredo durante 1762 em amarelo claro.

Em 1738, um incidente envolvendo um marinheiro galês chamado Robert Jenkins desencadeou a "Guerra da Orelha de Jenkins" entre a Grã-Bretanha e a Espanha. Centenas de Norte-americanos se ofereceram para o ataque do almirante Edward Vernon à Cartagena das Índias, uma cidade espanhola na atual Colômbia. A guerra contra a Espanha se fundiu em um conflito mais amplo conhecido como Guerra de Sucessão Austríaca, mas a maioria dos colonos a chamou de Guerra do Rei George. Em 1745, forças britânicas e coloniais capturaram a cidade de Louisbourg, e a guerra terminou com o Tratado de Aix-la-Chapelle, em 1748. No entanto, muitos colonos ficaram irritados quando a Grã-Bretanha retornou Louisbourg à França em troca de Madras e outros territórios. Após a guerra, britânicos e franceses procuraram expandir-se para o vale do rio Ohio.
A Guerra Franco-Indígena (1754-1763) foi a extensão americana do conflito europeu geral conhecido como Guerra dos Sete Anos. As guerras coloniais anteriores na América do Norte começaram na Europa e depois se espalharam para as colônias, mas a Guerra Franco-Indígena é notável por ter começado na América do Norte e se espalhado pela Europa. Uma das principais causas da guerra foi o aumento da concorrência entre a Grã-Bretanha e a França, especialmente nos Grandes Lagos e no vale de Ohio.
A Guerra Franco-Indígena assumiu um novo significado para os colonos Norte-americanos britânicos quando William Pitt, o Velho, decidiu que os principais recursos militares precisavam ser dedicados à América do Norte para vencer a guerra contra a França. Pela primeira vez, o continente se tornou um dos principais teatros do que poderia ser chamado de "guerra mundial". Durante a guerra, tornou-se cada vez mais evidente para os colonos americanos que eles estavam sob a autoridade do Império Britânico, quando oficiais militares e civis britânicos assumiram uma presença crescente em suas vidas.
A guerra também aumentou o senso de unidade americana de outras maneiras, fazendo com que os homens viajassem pelo continente que, de outra forma, nunca teriam deixado sua própria colônia, lutando ao lado de homens de origens decididamente diferentes que ainda eram americanas. Durante a guerra, oficiais britânicos treinaram americanos para a batalha, principalmente George Washington, que beneficiou a causa americana durante a Revolução. Além disso, as legislaturas e autoridades coloniais tiveram que cooperar intensamente na busca do esforço militar em todo o continente. As relações nem sempre foram positivas entre o establishment militar britânico e os colonos, tornando as tropas britânicas suspeitas e mal vistas por eles. No Congresso de Albany, em 1754, o colono da Pensilvânia Benjamin Franklin propôs o Plano Albany, que criaria um governo unificado das Treze Colônias para coordenação da defesa e outros assuntos, mas o plano foi rejeitado pelos líderes da maioria das colônias.
No Tratado de Paris (1763), a França cedeu formalmente à Grã-Bretanha a parte oriental de seu vasto império Norte-americano, tendo secretamente dado à Espanha o território da Louisiana a oeste do rio Mississippi no ano anterior. Antes da guerra, a Grã-Bretanha mantinha treze colônias americanas, a maior parte da atual Nova Escócia e a maior parte da bacia hidrográfica da Baía de Hudson. Após a guerra, a Grã-Bretanha conquistou todo o território francês a leste do rio Mississippi, incluindo Quebec, os Grandes Lagos e o vale do rio Ohio. A Grã-Bretanha também ganhou a Flórida espanhola, da qual formou as colônias do leste e oeste da Flórida. Ao remover uma grande ameaça estrangeira para as treze colônias, a guerra também removeu amplamente a necessidade de proteção colonial dos colonos.
Os britânicos e os colonos triunfaram em conjunto sobre um inimigo comum. A lealdade dos colonos à pátria era mais forte do que nunca. No entanto, a desunião estava começando a se formar. O primeiro ministro britânico William Pitt, o Velho, decidiu travar a guerra nas colônias com o uso de tropas das colônias e fundos de impostos da própria Grã-Bretanha. Essa foi uma estratégia bem-sucedida em tempo de guerra, mas após o seu término, cada lado acreditou ter suportado um fardo maior que o outro. A elite britânica, a mais taxada de todas na Europa, destacou com raiva que os colonos pagavam pouco aos cofres reais. Os colonos responderam que seus filhos haviam lutado e morrido em uma guerra que serviu mais aos interesses europeus do que aos seus. Essa disputa foi um elo da cadeia de eventos que logo provocou a Revolução Americana.

### Dissidência crescente

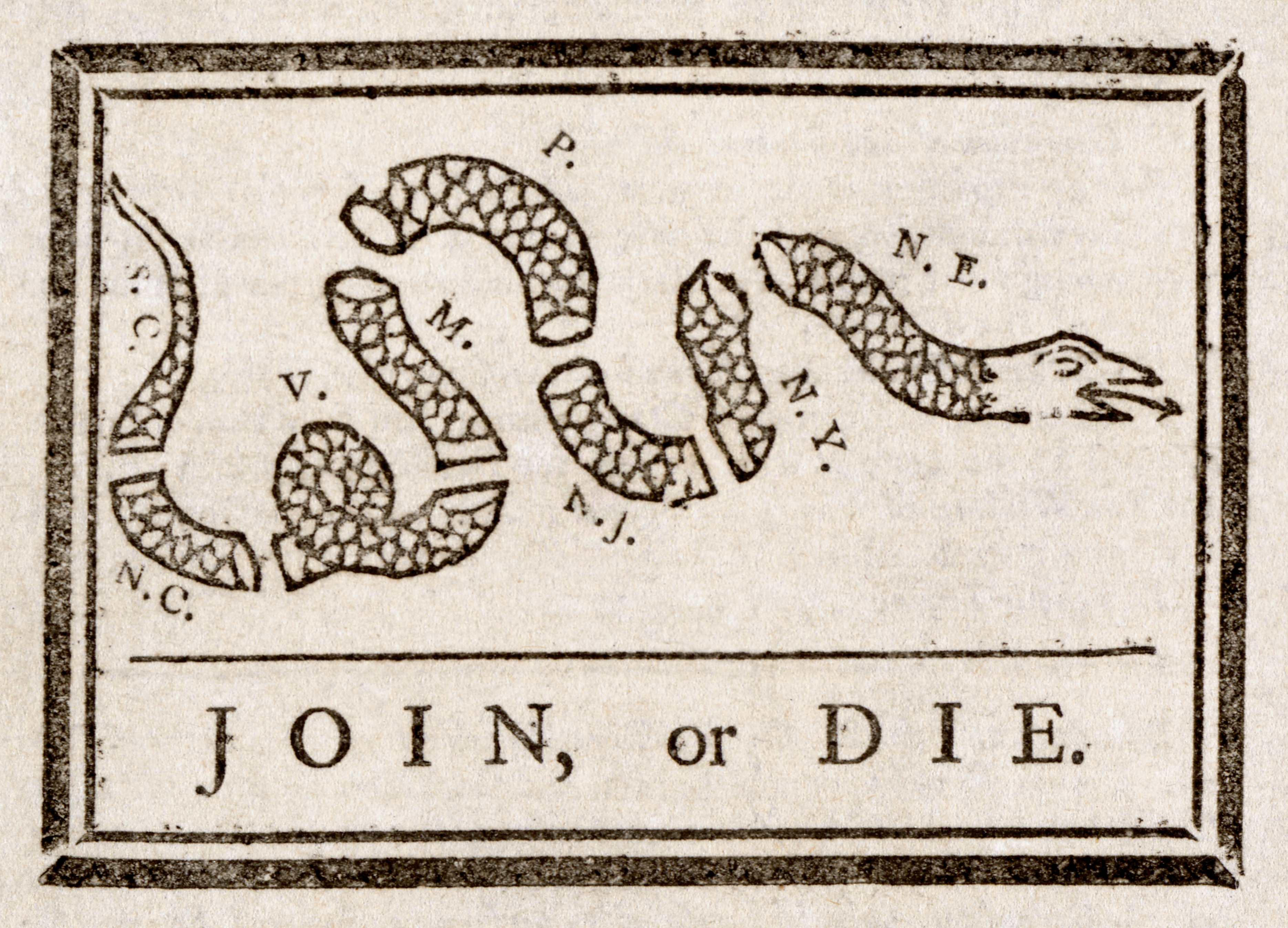
Este cartum político (atribuído a Benjamin Franklin) apareceu originalmente durante a Guerra Franco-Indígena, mas foi reciclado para incentivar as colônias americanas a apoiarem o Plano Albany. Segundo o jornal da Pensilvânia, 9 de maio de 1754. Abreviações usadas: Geórgia, Carolina do Sul (SC), Carolina do Norte (NC), Virgínia, Maryland, Pensilvânia, Nova Jersey, Nova York e Nova Inglaterra (NE).

Os britânicos ficaram com grandes dívidas após a Guerra Franco-Indígena, então os líderes britânicos decidiram aumentar a tributação e o controle das Treze Colônias. Eles impuseram vários novos impostos, começando com a Lei do Açúcar de 1764. Ações posteriores incluíram a Lei da Moeda de 1764, a Lei do Selo de 1765 e os Atos Townshend de 1767.
Os britânicos também procuraram manter relações pacíficas com as tribos indígenas que se aliaram aos franceses, mantendo-os separados dos homens de fronteira americanos. Para esse fim, a Proclamação Real de 1763 restringiu os assentamentos à Oeste da cordilheira Apalaches, pois foi designada Reserva Indígena. Alguns grupos de colonos desconsideraram a proclamação, no entanto, e continuaram a se mover para o Oeste e estabelecer fazendas. A proclamação foi logo modificada e não era mais um obstáculo aos assentamentos, mas o fato irritou os colonos por terem sido promulgados sem a consulta prévia.
O Parlamento havia cobrado diretamente impostos e impostos especiais de consumo sobre as colônias, ignorando as legislaturas coloniais, e os americanos começaram a insistir no princípio de "no taxation without representation" ("não tributação sem representação"), com intensos protestos contra a Lei do Selo de 1765. Eles argumentaram que as colônias não tinham representação no Parlamento britânico, por isso era uma violação de seus direitos como ingleses os impostos que lhes eram impostos. O Parlamento rejeitou os protestos coloniais e afirmou sua autoridade, passando novos impostos.
O descontentamento colonial cresceu com a aprovação da Lei do Chá de 1773, que reduziu os impostos sobre o chá vendido pela Companhia das Índias Orientais tentando minar a concorrência, na esperança que isso estabelecesse um precedente de colonos que aceitassem as políticas tributárias britânicas. Os problemas aumentaram com o imposto sobre o chá, quando os americanos de cada colônia boicotaram o chá, e os de Boston, incentivados pelos "Filhos da Liberdade" jogaram milhares de quilos de chá na água do porto durante a Festa do Chá de Boston em 1773. As tensões aumentaram em 1774, quando o Parlamento aprovou as leis conhecidas como Atos Intoleráveis, que restringiram bastante o autogoverno na colônia de Massachusetts. Essas leis também permitiam aos comandantes militares britânicos reivindicar casas dos colonos para alojar soldados, independentemente da sua vontade. As leis revogaram ainda os direitos coloniais de realizar julgamentos em casos envolvendo soldados ou oficiais da coroa, forçando esses julgamentos a serem realizados na Inglaterra. O Parlamento também enviou Thomas Gage para servir como governador de Massachusetts e como comandante das forças britânicas na América do Norte.
Em 1774, os colonos ainda esperavam permanecer como parte do Império Britânico, mas o descontentamento em relação ao domínio britânico nas Treze Colônias, já havia se espalhado. Os colonos elegeram delegados para o Primeiro Congresso Continental, que se reuniu na Filadélfia em setembro de 1774. Após os Atos Intoleráveis, os delegados afirmaram que as colônias deviam lealdade apenas ao Rei; eles aceitariam os governadores reais como agentes do rei, mas não estavam mais dispostos a reconhecer o direito do Parlamento de aprovar legislação que afetasse as colônias. A maioria dos delegados se opôs a um ataque à posição britânica em Boston, e o Congresso Continental concordou com a imposição de um boicote conhecido como Associação Continental. O boicote se mostrou eficaz e o valor das importações britânicas caiu drasticamente. As Treze Colônias tornaram-se cada vez mais divididas entre os "Patriotas", que se opunham ao domínio britânico e os "Lealistas" que o apoiavam.

## Revolução Americana

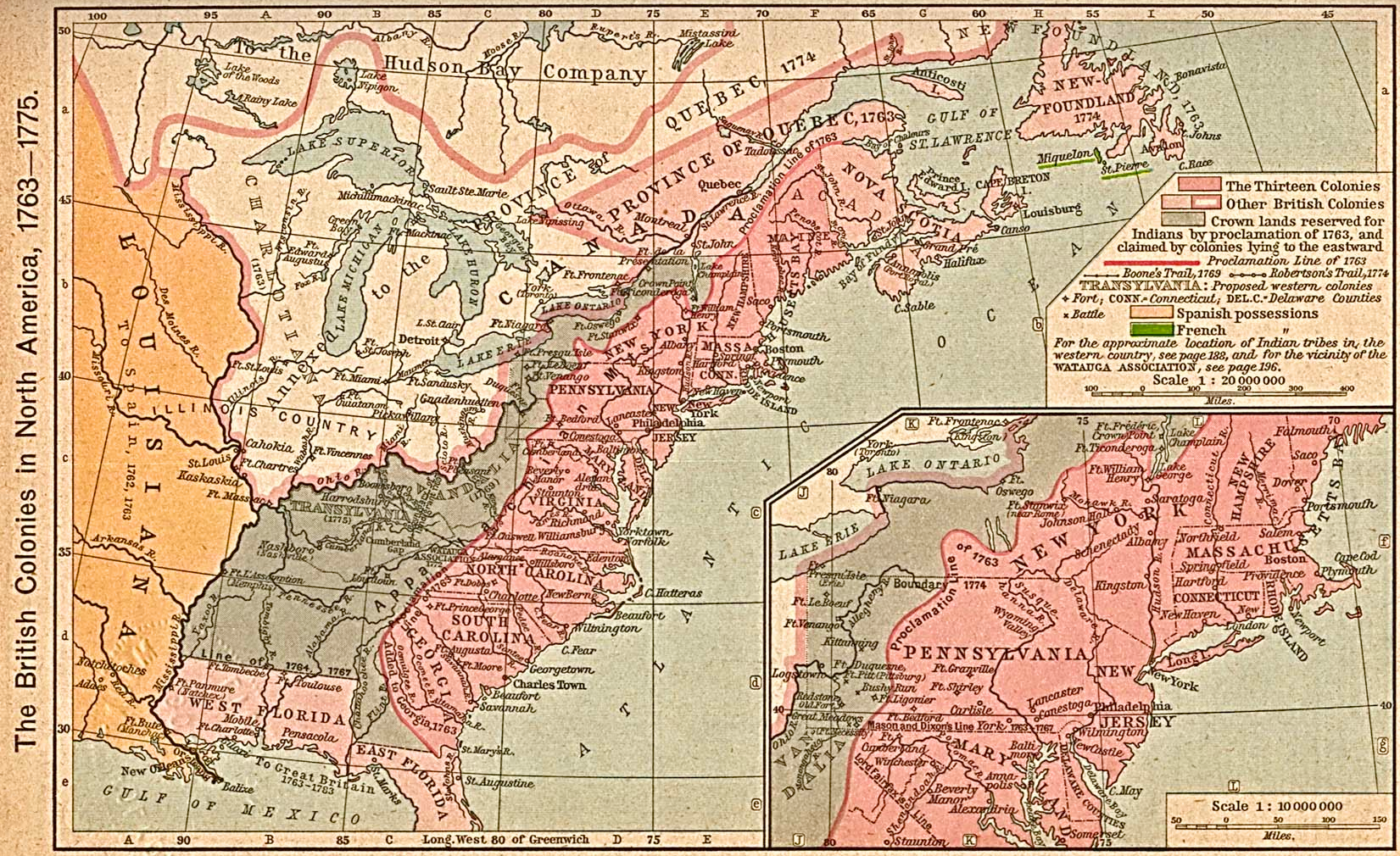
Mapa das Treze Colônias entre 1763 e 1776.

Em resposta à crescente dissidência, as colônias formaram corpos de representantes eleitos conhecidos como Congressos Provinciais, e os colonos começaram a boicotar mercadorias britânicas importadas. Mais tarde, em 1774, 12 colônias enviaram representantes para o Primeiro Congresso Continental na Filadélfia. Durante o Segundo Congresso Continental, a restante colônia da Geórgia também enviou delegados.
O governador de Massachusetts, Thomas Gage, temia um confronto com os colonos; ele solicitou reforços da Grã-Bretanha, mas o governo britânico não estava disposto a pagar pelas despesas de colocar dezenas de milhares de soldados nas Treze Colônias. Em vez disso, Gage recebeu ordem de apreender os arsenais dos "Patriotas". Ele enviou uma força para tentar tomar o arsenal em Concord, Massachusetts, mas os Patriotas souberam disso e bloquearam o avanço. Os Patriotas repeliram a força britânica nas batalhas de Lexington e Concord, em abril de 1775, e depois efetuaram o Cerco de Boston.
Na primavera de 1775, todos os oficiais reais foram expulsos e o Congresso Continental organizou uma convenção de delegados para as 13 colônias. Ele criou um exército para combater os britânicos e nomeou George Washington seu comandante, fez tratados, declarou independência e recomendou que as colônias escrevessem constituições e se tornassem Estados. O Segundo Congresso Continental reuniu-se em maio de 1775 e começou a coordenar a resistência armada contra a Grã-Bretanha. Estabeleceu um governo que recrutou soldados e imprimiu seu próprio dinheiro. O general Washington assumiu o comando dos soldados Patriotas na Nova Inglaterra e forçou os britânicos a se retirarem de Boston. Em 1776, as Treze Colônias declararam sua independência da Grã-Bretanha. Com a ajuda da França e da Espanha, eles derrotaram os britânicos na Guerra Revolucionária Americana. No Tratado de Paris (1783), a Grã-Bretanha reconheceu oficialmente a independência dos Estados Unidos da América.

## População
| Ano  | População |
| ---- | --------- |
| 1625 | 1 980     |
| 1641 | 50 000    |
| 1688 | 200 000   |
| 1702 | 270 000   |
| 1715 | 435 000   |
| 1749 | 1 000 000 |
| 1754 | 1 500 000 |
| 1765 | 2 200 000 |
| 1775 | 2 400 000 |

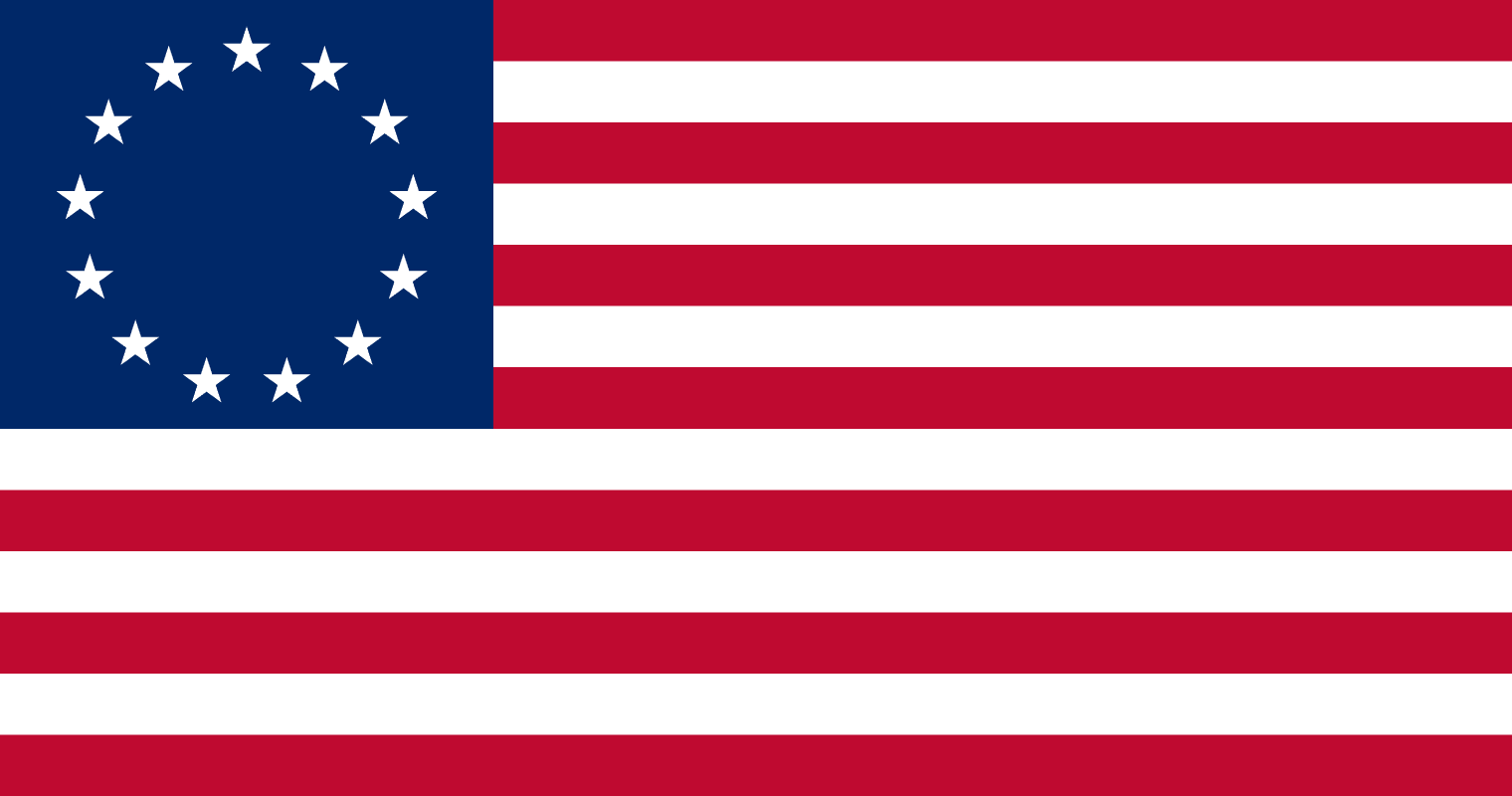
Bandeira desenhada por Betsy Ross (1776), com 13 estrelas e 13 faixas, representando as Treze Colônias.

A população colonial aumentou para um quarto de milhão durante o século XVII e para quase 2,5 milhões nas vésperas da Revolução Americana. Perkins (1988) observa a importância da boa saúde para o crescimento das colônias: "Menos mortes entre os jovens significava que uma proporção maior da população atingia a idade reprodutiva, e esse fato por si só ajuda a explicar por que as colônias cresceram tão rapidamente".
Em 1776, cerca de 85% da ascendência da população branca era originária das Ilhas Britânicas (inglês, irlandês, escocês, galês), 9% de origem alemã, 4% holandesa e 2% huguenotes franceses e outras minorias. Mais de 90% eram agricultores, com várias cidades pequenas que também eram portos marítimos ligando a economia colonial ao maior Império Britânico. Economicamente, as Treze Colônias eram muito mais prósperas, se comparadas a outras colônias inglesas. A qualidade de vida, inclusive, era superior à da própria Inglaterra.
Essas populações continuaram a crescer rapidamente nos finais do século XVIII e início do século XIX, principalmente devido às altas taxas de natalidade e às taxas de mortalidade relativamente baixas. Nos 80 anos seguintes, mais de 30 milhões de novos imigrantes vieram da Europa para se assentar nos Estados Unidos. A imigração foi um fator menor de 1774 a 1830. O estudo do "Federal Census Bureau" de 2004 fornece as seguintes estimativas populacionais para as colônias: 1610 - 350; 1620 - 2 302; 1630 - 4 646; 1640 - 26 634; 1650 - 50 368; 1660 - 75 058; 1670 - 111 935; 1680 - 151 507; 1690 - 210 372; 1700 - 250 888; 1710 - 331 711; 1720 - 466 185; 1730 - 629 445; 1740 - 905 563; 1750 - 170 760; 1760 - 1 593 625; 1770 - 2 148 076; 1780 - 2 780 369. CT970 p. 2-13: Estatísticas coloniais e pré-federais, "United States Census Bureau" 2004, p. 1168.
De acordo com o "United States Historical Census Data Base" (USHCDB), as populações étnicas nas colônias americanas britânicas de 1700, 1755 e 1775 eram:
| Composição étnica nas colônias americanas britânicas de 1700 • 1755 • 1775 | Composição étnica nas colônias americanas britânicas de 1700 • 1755 • 1775 | Composição étnica nas colônias americanas britânicas de 1700 • 1755 • 1775 | Composição étnica nas colônias americanas britânicas de 1700 • 1755 • 1775 | Composição étnica nas colônias americanas britânicas de 1700 • 1755 • 1775 | Composição étnica nas colônias americanas britânicas de 1700 • 1755 • 1775 |
| 1700                                                                       | Percentual                                                                 | 1755                                                                       | Percentual                                                                 | 1775                                                                       | Percentual                                                                 |
| -------------------------------------------------------------------------- | -------------------------------------------------------------------------- | -------------------------------------------------------------------------- | -------------------------------------------------------------------------- | -------------------------------------------------------------------------- | -------------------------------------------------------------------------- |
| Ingleses e Galeses                                                         | 80,0%                                                                      | Ingleses e Galeses                                                         | 52,0%                                                                      | Ingleses                                                                   | 48,7%                                                                      |
| Africanos                                                                  | 11,0%                                                                      | Africanos                                                                  | 20,0%                                                                      | Africanos                                                                  | 20,0%                                                                      |
| Holandeses                                                                 | 4,0%                                                                       | Alemães                                                                    | 7,0%                                                                       | Escoceses-Irlandeses                                                       | 7,8%                                                                       |
| Escoceses                                                                  | 3,0%                                                                       | Escoceses-Irlandeses                                                       | 7,0%                                                                       | Alemães                                                                    | 6,9%                                                                       |
| Outros Europeus                                                            | 2,0%                                                                       | Irlandeses                                                                 | 5,0%                                                                       | Escoceses                                                                  | 6,6%                                                                       |
|                                                                            |                                                                            | Scottish                                                                   | 4,0%                                                                       | Holandeses                                                                 | 2,7%                                                                       |
|                                                                            |                                                                            | Holandeses                                                                 | 3,0%                                                                       | Franceses                                                                  | 1,4%                                                                       |
|                                                                            |                                                                            | Outros Europeus                                                            | 2,0%                                                                       | Suecos                                                                     | 0,6%                                                                       |
|                                                                            |                                                                            |                                                                            |                                                                            | Outros                                                                     | 5,3%                                                                       |
| Colonias                                                                   | 100%                                                                       | Colonias                                                                   | 100%                                                                       | Treze Colônias                                                             | 100%                                                                       |

### Escravos
A escravidão era legal e praticada em todas as Treze Colônias. Na maioria dos lugares, envolvia empregados domésticos ou trabalhadores rurais. Tinha importância econômica nas plantações de tabaco voltadas para a exportação da Virgínia e de Maryland e também nas plantações de arroz e índigo da Carolina do Sul. Cerca de 287 mil escravos foram importados para as Treze Colônias durante um período de 160 anos, ou 2% dos 12 milhões estimados levados da África para as Américas através do tráfico negreiro. A grande maioria foi para colônias de açúcar no Caribe e no Brasil, onde a expectativa de vida era curta e os números tinham que ser continuamente reabastecidos. Em meados do século XVIII, a expectativa de vida era muito maior nas colônias americanas.
| 1620–1700 | 1701–1760 | 1761–1770 | 1771–1780 | total   |
| --------- | --------- | --------- | --------- | ------- |
| 21 000    | 189 000   | 63 000    | 15 000    | 288 000 |

Os números cresceram rapidamente com uma taxa de natalidade muito alta e baixa taxa de mortalidade, atingindo quase quatro milhões no censo de 1860. De 1770 a 1860, a taxa de crescimento natural dos escravos Norte-americanos foi muito maior do que a da população de qualquer nação da Europa, e foi quase duas vezes mais rápida que a da Inglaterra. Quando a Guerra Revolucionária Americana começou, por volta de 1775, estimava-se que havia cerca de 500 mil negros vivendo nas colônias, sendo que a esmagadora maioria eram escravos.

### Trabalhos citados
- United States. Census Office (1909). A Century of Population Growth from the First Census of the United States to the Twelfth, 1790-1900 (em inglês). 900. [S.l.]: U.S. Government Printing Office. 303 páginas. Consultado em 16 de outubro de 2019